# سی‌ای-۱۵ کانگورو
سی‌ای-۱۵ کانگورو (به انگلیسی: CAC_CA-15) یک هواگرد ملخ‌پیشین تک‌موتوره از نوع جنگنده ساخت شرکت Commonwealth Aircraft Corporation است. هواگرد سی‌ای-۱۵ کانگورو نخستین پروازش را در ۴ مارس ۱۹۴۶ میلادی انجام داد. در مجموع، تعداد ۱ فروند از این هواگرد ساخته شده‌است.